# بی‌بی‌گل‌مرده سفلی
بی‌بی‌گل‌مرده سفلی، روستایی از توابع بخش مرکزی شهرستان ایذه در استان خوزستان ایران است.

## جمعیت
این روستا در دهستان هلایجان قرار دارد و براساس سرشماری مرکز آمار ایران در سال ۱۳۸۵، جمعیت آن ۳۲ نفر (۸خانوار) بوده‌است.